# Bandeira do Canadá
A Bandeira Nacional do Canadá, também conhecida como a Folha de Bordo ou a Folheada, é uma bandeira formada por uma tribanda vermelha nas pontas e branca no centro, no meio da qual está uma folha de bordo estilizada com onze pontas. É a primeira bandeira nacional canadense branco vermelho
O primeiro-ministro Lester B. Pearson formou um comitê em 1964 para resolver a questão da bandeira do país, iniciando um debate para substituir o Estandarte Vermelho Canadense. De duas opções, foi escolhido o desenho da folha de bordo por George Stanley, que tinha se inspirado na bandeira do Real Colégio Militar do Canadá. A bandeira fez sua primeira aparição pública oficial em 15 de fevereiro de 1965; a data é atualmente celebrada como o Dia da Bandeira Nacional.
O Estandarte Vermelho havia sido a bandeira não-oficial do país desde a década de 1890 e foi aprovada em 1945 para ser usada em "qualquer lugar ou ocasião que pode ser desejável desfraldar uma distinta bandeira Canadense". A Bandeira da União continua oficial. Não há leis ditando como a Folha de Bordo deve ser tratada. Entretanto, há convenções e protocolos para guiar como é exibida e seu lugar na ordem de precedência, que lhe dá primazia sobre a maioria das outras bandeiras.
Várias outras bandeiras criadas para o uso de oficiais canadenses, órgãos governamentais e forças militares ainda contam com a Bandeira da União ou também com tema da folha de bordo de alguma maneira, seja com a bandeira colocada no cantão ou pela inclusão de folhas de alguma forma no desenho.

## Desenho e origens

Folha de construção da bandeira

A bandeira do Canadá é uma tribanda composta por um quadrado central branco (chamado de pala canadiana por causa desta bandeira) com dois campos vermelhos nas laterais exatamente da metade do tamanho que o quadrado. No centro está uma folha de bordo estilizada vermelha com onze pontas. O brasonamento foi registrado pela Autoridade Heráldica Canadense em 15 de março de 2005, delineando o desenho heráldico como "goles em uma pala canadiana argento, uma folha de bordo da primeira", da mesma forma que fora designada na proclamação real original de 1965.
O número de pontas da folha de bordo não tem um significado especial; o número e arranjo das pontas foram escolhidos depois de testes em um túnel de vento terem mostrado que a versão de onze pontas era a que menos ficava embaçada a olho nu sob condições de ventos fortes. O desenho da folha de bordo em si foi supervisionado por Jacques Saint-Cyr.
A folha de bordo tem sido usada como um emblema canadense desde meados do século XVIII. Foi usada como símbolo nacional pela primeira vez em 1868 quando apareceu nos brasões de armas das províncias de Ontário e Quebec. Alexander Muir havia composto no ano anterior a canção patriótica "The Maple Leaf Forever", que se tornou o hino não oficial da parte inglesa do Canadá. A folha de bordo posteriormente foi adiciona ao brasão de armas do Canadá em 1921. O símbolo também foi colocado em todas as moedas canadenses entre 1876 e 1901, permanecendo na moeda de um penny até hoje. Já seu uso como símbolo regimental do 100º Regimento a Pé  (Canadense Real do Príncipe de Gales) vem desde o ano de 1860. Os brasões das Forças Canadenses frequentemente continham o desenho da folha de bordo durante a Primeira e Segunda Guerra Mundial. O símbolo chegaria até a adornar as lápides de militares canadenses.
O rei Jorge V proclamou em 1921 o real brasão de armas do Canadá e também fez das cores vermelha e branca as oficiais do país; a primeira vinha da inglesa Cruz de São Jorge e a segunda do emblema real francês usado desde o reinado do rei Carlos VII no século XV. Essas cores tornaram-se "arraigadas" como as cores nacionais do Canadá em 1962 com a proclamação do Estandarte Real Canadense, a bandeira pessoal para uso do monarca quando este encontra-se no país. O Departamento do Patrimônio Canadense listou as várias tonalidades de cor que devem ser usadas ao reproduzir a bandeira. Estas são:
|             | Vermelho    | Branco      |
| ----------- | ----------- | ----------- |
| RGB         | 255/0/0     | 255/255/255 |
| Hexadecimal | FF0000      | FFFFFF      |
| Pantone     | Red 032     | White       |
| CMYK        | 0/100/100/0 | 0/0/0/0     |

## História

### Primeiras bandeiras
A primeira bandeira conhecida que foi hasteada em solo canadense foi a Cruz de São Jorge da Bandeira da Inglaterra carregada por Giovanni Caboto quando este chegou em Terra Nova em 1497. Jacques Cartier colocou uma bandeira possuindo as flores de lis francesas em 1534 na península de Gaspé. Seu navio tinha hasteada uma bandeira vermelha com uma cruz branca, na época a bandeira naval do Reino da França. A Nova França continuou a hastear as sucessivas bandeiras militares francesas do período. A Bandeira da União foi usada similarmente no Canadá desde 1621 pela colônia britânica da Nova Escócia por ser a bandeira nacional do Reino Unido. Seu uso continuou mesmo depois da independência canadense em 1931 até a adoção da bandeira atual em 1965, sendo depois disto chamada de "Bandeira Real da União".

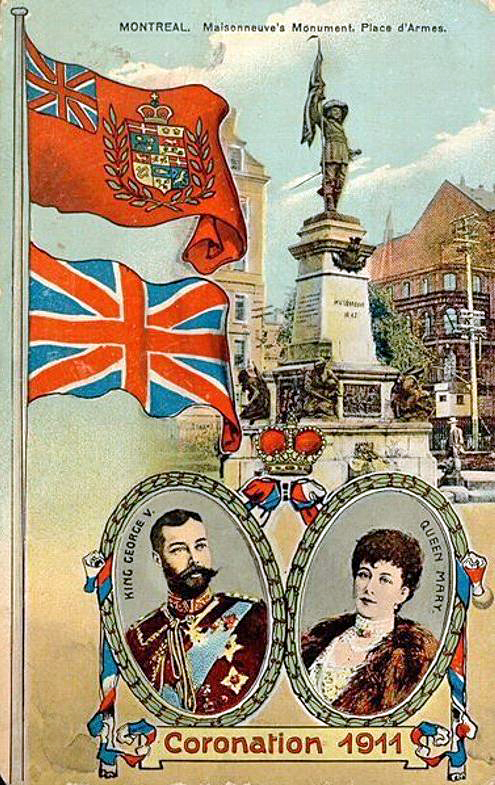
Cartão-postal celebrando a coroação do rei Jorge V e da rainha Maria em 1911, mostrando a bandeira do Reino Unido e uma versão do Estandarte Vermelho com um escudo coroado e com suportes (não oficial).

A necessidade para uma distinta bandeira canadense surgiu pouco depois da Confederação do Canadá em 1867. A primeira bandeira usada foi a então bandeira do governador-geral do Canadá, uma Bandeira da União com um escudo ao centro contendo os brasões de Ontário, Quebec, Nova Escócia e Novo Brunsvique. O Estandarte Vermelho com a adição do escudo canadense começou a ser usado não-oficialmente em 1870 tanto em terra como no mar. Os brasões de novas províncias foram sendo adicionados ao escudo a medida que foram entrando na confederação. O Almirantado Britânico aprovou oficialmente em 1892 o Estandarte Vermelho para uso do Canadá no mar. O escudo foi substituído pelo brasão de armas assim que foi concedido em 1921, com uma Ordem em Conselho de 1924 aprovando seu uso em edifícios governamentais canadenses no exterior. O primeiro-ministro Mackenzie King estabeleceu um comitê no ano seguinte para desenhar uma nova bandeira para o Canadá, porém foi dissolvido antes que um relatório final fosse entregue. Apesar do fracasso do comitê em resolver a questão, o sentimento público na década de 1920 era a favor de resolver o problema da bandeira para o Canadá. Novos desenhos foram propostos em 1927, 1931 e 1939.
O Estandarte Vermelho foi reconhecido como a bandeira nacional do Canadá durante a Segunda Guerra Mundial, com uma Ordem em Conselho de 1945 aprovando seu uso em "qualquer lugar ou ocasião que pode ser desejável desfraldar uma distinta bandeira Canadense". Um comitê conjunto da Câmara dos Comuns e do Senado foi nomeado em 8 de novembro do mesmo ano com o objetivo de recomendar uma bandeira para ser oficialmente adotada. Recebeu 2409 desenhos vindos do público e era presidido por Fortescue Duguid, diretor da Seção Histórica do Exército Canadense, que salientou que o vermelho e o branco eram as cores oficiais do Canadá e que já havia um emblema representando o país: três flores de bordo vistas no escudo interior do brasão de armas. O comitê relatou sua recomendação no ano seguinte em 9 de maio, dizendo que "a bandeira nacional do Canadá deveria ser o estandarte vermelho Canadense com uma folha de bordo na cor dourada com uma linha de fundo branca". Entretanto, a Assembleia Legislativa de Quebec tinha pedido para o comitê não incluir quaisquer símbolos que julgassem "estrangeiros", incluindo a Bandeira da União, com King decidindo não agir baseado no relatório e deixando o Estandarte Vermelho Canadense no lugar.

### Grande Debate
O debate para uma bandeira oficial do Canadá se intensificou na década de 1960 e tornou-se assunto de controvérsias, culminando com o Grande Debate da Bandeira de 1964. O governo minoritário do Partido Liberal do primeiro-ministro Lester B. Pearson chegou ao poder em 1963 e tentou adotar uma bandeira canadense oficial através de um debate parlamentar. O próprio Pearson era o principal proponente de uma mudança. Tinha desempenhado um papel importante na Crise de Suez em 1956, tendo inclusive recebido o Nobel da Paz por seus esforços. Pearson tinha ficado irritado durante a crise quando o governo do Egito foi contra as forças de paz canadenses porque o Estandarte Vermelho possuía o mesmo símbolo (a Bandeira da União) usado como a bandeira do Reino Unido, um dos países beligerantes, dessa forma sendo considerada uma bandeira britânica pelos egípcios. Seu objetivo era que a bandeira do Canadá fosse distinta e inequivocamente canadense. O principal oponente contra a mudança da bandeira era John Diefenbaker, então líder da oposição e ex-primeiro-ministro que fez do assunto uma cruzada pessoal.

O "Galhardete de Pearson"

Pearson, enquanto ainda era Líder da Oposição em 1961, havia pedido ao parlamentar e advogado John Matheson que começasse a pesquisar o que seria preciso para que o Canadá tivesse uma bandeira nova. Pearson sabia que o Estandarte Vermelho com a Bandeira da União era impopular na província de Quebec, área de predominância da população descendente francesa e uma base de apoio de seu Partido Liberal, enquanto por outro lado era muito favorecido pelo resto do país. O primeiro-ministro formou um comitê multipartidário com quinze membros pouco depois de assumir o governo com o objetivo de selecionar uma nova bandeira, mesmo com Diefenbaker exigindo um referendo para decidir a questão. O gabinete apresentou uma moção ao parlamento em 27 de maio de 1964 para a adoção de seu desenho favorito, que fora apresentado a Pearson pelo artista e conselheiro heráldico Alan Beddoe. A bandeira tinha bordas azuis e três folhas de bordo vermelhas conjuntas em um fundo branco. Essa moção levou a semanas de debates acrimoniosos na Câmara dos Comuns e o desenho ficou conhecido como o "Galhardete de Pearson", ridicularizado pela mídia e visto como uma "concessão para Quebec".

### Nova bandeira
Um novo comitê com todos os partidos foi formado em setembro de 1964, composto por sete Liberais, cinco Conservadores, um Novo Democrata, um Crédito Social e um Créditiste, com Herman Maxwell Batten atuando como presidente e Matheson sendo o braço-direito de Pearson. Dentre as pessoas que deram suas opiniões ao grupo estavam Duguid, que expressou as mesmas visões que tinha em 1945, insistindo em um desenho que usasse as três folhas de bordo; Arthur R. M. Lower, que salientou a necessidade de um emblema distintamente canadense; Marcel Trudel, que defendia símbolos das nações fundadoras do Canadá e sem a inclusão da folha de bordo (um pensamento compartilhado por Diefenbaker); e A. Y. Jackson, que deu suas próprias sugestões de bandeiras. O comitê também considerou aproximadamente duas mil sugestões do público, além de outros 3900 desenhos, "incluindo aqueles que tinham acumulado no Departamento do Secretário de Estado e aqueles do comitê parlamentar da bandeira de 1945–1946". Depois de um período de seis meses de estudo e manobras políticas, o comitê votou em dois finalistas: o desenho de Beddoe (o "Galhardete de Pearson") e o desenho da Folha de Bordo criado por George Stanley. Os Conservadores foram todos para a o desenho da Folha de Bordo por acreditarem que os Liberais iriam votar na versão preferida do primeiro-ministro. Entretanto, os Liberais também votaram na outra opção, dando um resultado unânime de 14–0 para a criação de Stanley.

A bandeira do Real Colégio Militar do Canadá, a inspiração para a Folha de Bordo

Stanley era o Decano de Artes do Real Colégio Militar do Canadá, tendo visto a bandeira da instituição hasteada no alto do Edifício Mackenzie e sugerindo a Matheson que esta deveria ser a base da nova bandeira nacional. Essa sugestão foi seguida por um memorando de Stanley de 23 de março de 1964 sobre a história dos emblemas canadenses, em que ele avisou que qualquer bandeira nova "deve evitar o uso de quaisquer símbolos nacionais ou raciais que são de natureza divisiva" e que seria "claramente contra-aconselhado" criar uma bandeira que tivesse a Bandeira da União ou as flores de lis. De acordo com Matheson, o "objetivo primordial e desesperado" de Pearson ao introduzir uma bandeira nova era manter Quebec na união canadense. A ideia de Stanley era de que a bandeira deveria ser vermelha e branca e que tivesse uma única folha de bordo; seu memorando incluía o primeiro esboço do que tornaria-se a bandeira do Canadá. Stanley e Matheson colaboraram no desenho que, depois de seis meses de debates e 308 discursos, foi aprovado pela Câmara dos Comuns em 15 de dezembro de 1964. Matheson escreveu a Stanley pouco depois da votação às 2h00 da manhã: "Sua bandeira proposta acabou de ser aprovada pelos Comuns 163 a 78. Parabéns. Eu acredito que é uma bandeira excelente e que servirá bem ao Canadá". O Senado também a aprovou dois dias depois.

### Proclamação

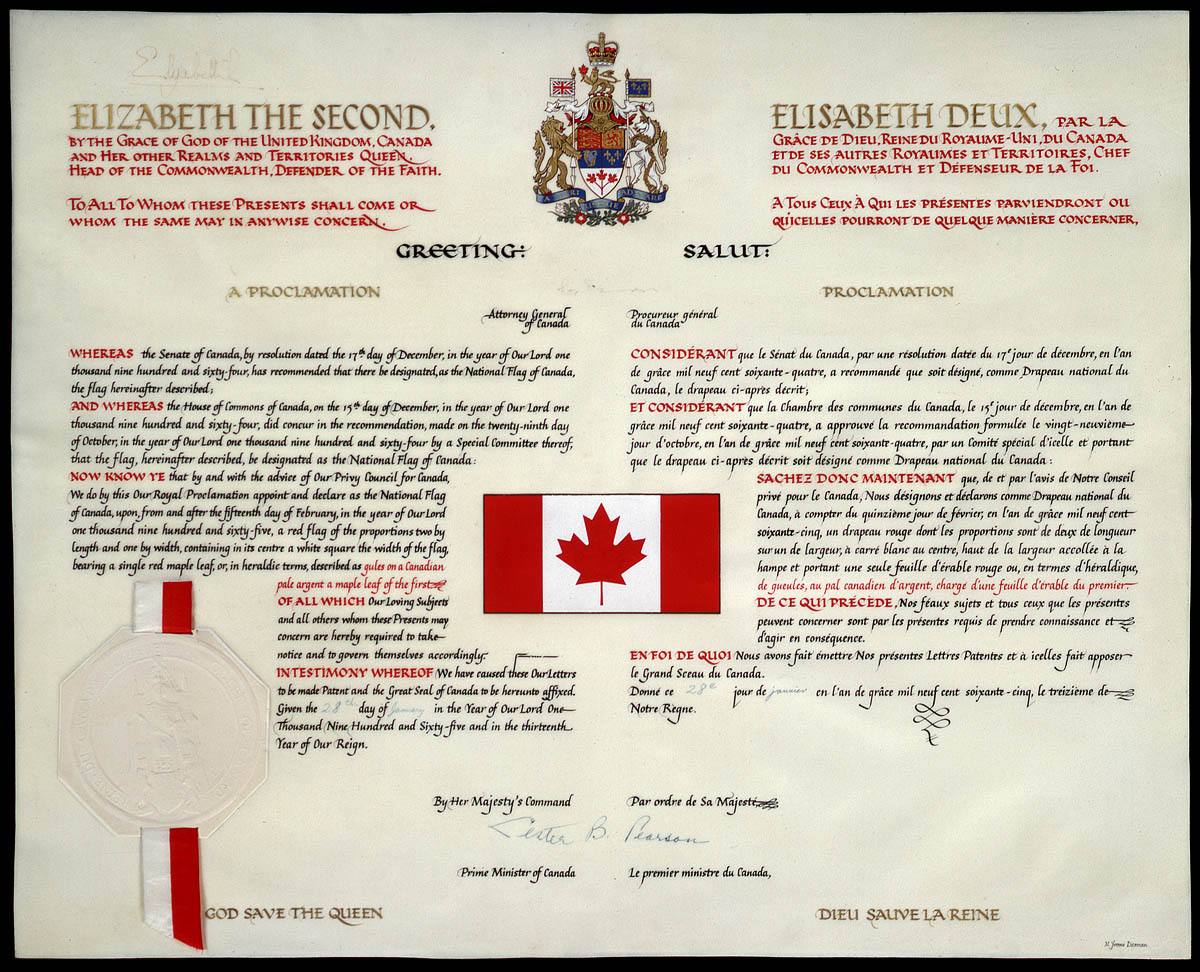
A proclamação real da bandeira do Canadá de janeiro de 1965

Depois de todas as resoluções sobre a nova bandeira terem sido passadas pelas duas câmara do parlamento, uma proclamação real foi elaborada para a aprovação da rainha Isabel II do Canadá. O documento foi criado como uma Iluminura em papel velino, com a caligrafia feita por Yvonne Diceman tanto em inglês quanto em francês e com a inclusão de ilustrações heráldicas. O texto foi escrito usando um bico de pena com tinta preta, enquanto os elementos heráldicos foram pintados com guache com destaques dourados. O Grande Selo do Canadá foi aplicado com cera sobre uma faixa de seda branca e vermelha.
O documento foi assinado discretamente por Diceman e depois também recebeu as assinaturas oficiais da rainha Isabel, do primeiro-ministro Pearson e do  procurador-geral Guy Favreau. Para que essas assinaturas fossem obtidas, o documento foi levado até Londres no Reino Unido para que a rainha assinasse manualmente e depois para o Caribe onde Favreau estava de férias. Este transporte para climas completamente diferentes, junto com a qualidade dos materiais utilizados na criação da proclamação, além do armazenamento e reparos subsequentes com fita adesiva, muito danificaram e deterioram o documento. A guache passou a descascar, deixando buracos nos símbolos heráldicos, principalmente no desenho da folha de bordo na bandeira no centro, com o adesivo das fitas deixando marcas no papel. Uma restauração foi realizada em 1989 motivada pelo desejo de exibir a proclamação no Museu Canadense de História para celebração do aniversário de 25 anos da bandeira. O documento hoje está guardado em um ambiente com temperatura e umidade controladas dentro de uma caixa de plexiglass.

### Adoção

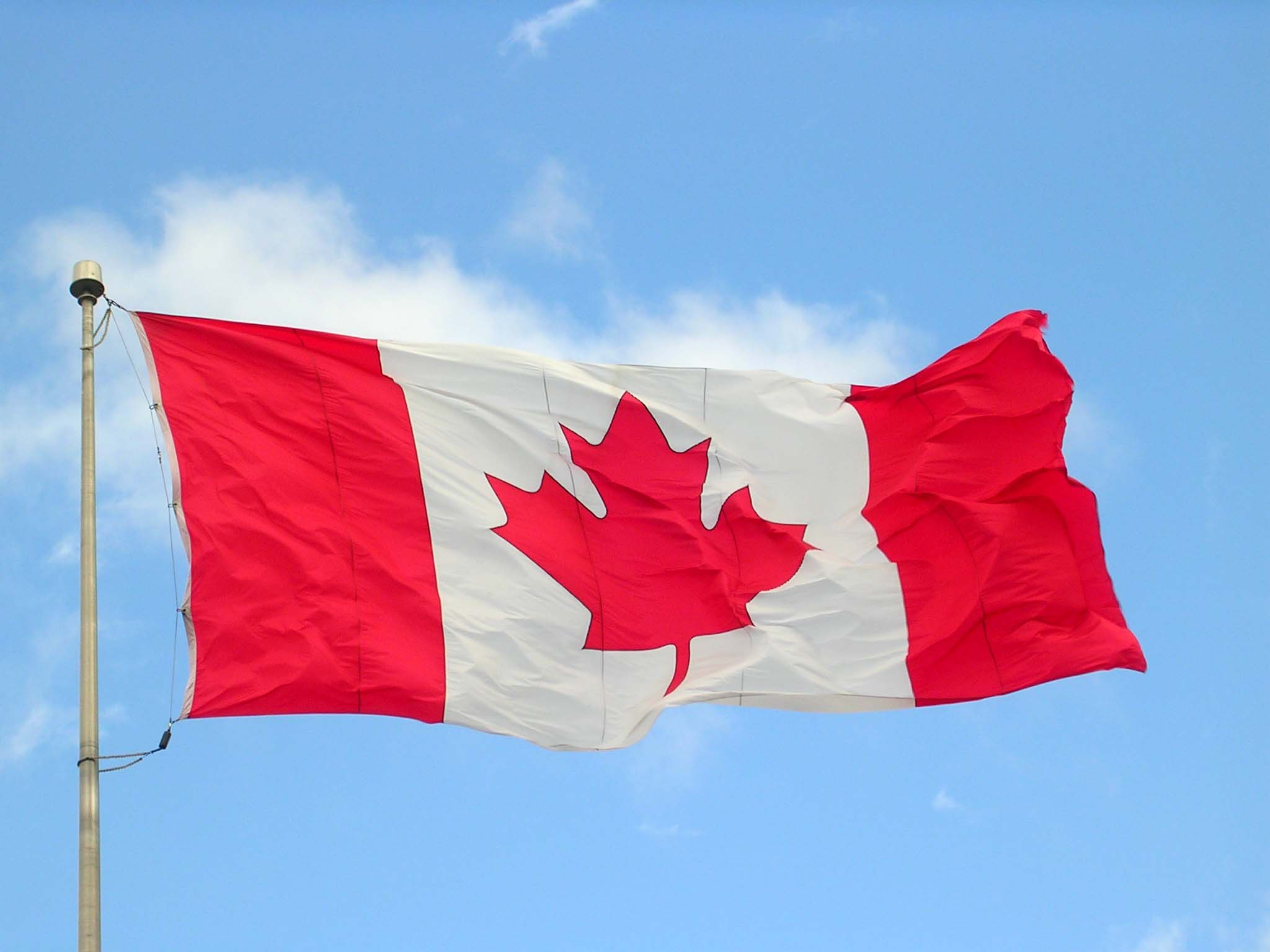
A bandeira canadense hasteada no Museu Marítimo do Atlântico em Halifax, Nova Escócia.

Isabel II proclamou a nova bandeira em 28 de janeiro de 1965, com a inauguração sendo em 15 de fevereiro do mesmo ano durante uma cerimônia oficial na Colina do Parlamento em Ottawa, tendo a presença do governador-geral major-general Georges Vanier, o primeiro-ministro Lester B. Pearson, membros do gabinete e outros parlamentaristas. O Estandarte Vermelho foi abaixado do mastro ao meio-dia enquanto a nova bandeira da folha de bordo era levantada. A multidão também presente cantou o hino "O Canada" e depois "God Save the Queen". Sobre a bandeira, Vanier disse que ela "irá simbolizar para cada um de nós – e para o mundo – a unidade do propósito e alta resolução as quais o destino nos acena". Maurice Bourget, então Presidente do Senado, afirmou que "a Bandeira é o símbolo da unidade da nação, por isso, além de qualquer dúvida, representa todos os cidadãos do Canadá sem distinção de raça, idioma, crença ou opinião". Ainda houve oposição contra a mudança, com Stanley tendo inclusive recebido ameaças de morte por ter "assassinado a bandeira". Mesmo assim ele compareceu à cerimônia de inauguração.
O governo Conservador do primeiro-ministro Stephen Harper foi criticado na época do aniversário de cinquenta anos da bandeira em 2015 pela falta de uma cerimônia oficial dedicada à data, com acusações de partidarismo sendo desferidas. A ministra do patrimônio canadense Shelly Glover negou as acusações enquanto outros, incluindo parlamentares Liberais, salientaram eventos comunitários que ocorreram por todo o país. Entretanto, o governador-geral David Johnston presidiu uma cerimônia oficial realizada no Parque da Confederação em Ottawa. Disse que a "Bandeira Nacional do Canadá é tão embutida na nossa vida nacional e tão emblemática de nosso propósito nacional que não podemos simplesmente imaginar um país sem ela". A própria rainha emitiu uma declaração dizendo "Neste 50º aniversário da Bandeira Nacional do Canadá, tenho o prazer de me juntar a todos os Canadenses em celebração deste símbolo único e amado de nosso país e identidade". Um selo e uma moeda comemorativas foram emitidos pelos correiros e casa da moeda.

## Bandeira Real da União

A Bandeira Real da União ainda é reconhecida como oficial no Canadá

A Bandeira Real da União ainda é uma bandeira oficial no Canadá e é hasteada em certas ocasiões como um símbolo da filiação canadense à Commonwealth. Regulamentos requerem que a Bandeira da União seja hasteada em instalações federais ao lado da Folha de Bordo quando fisicamente possível, preferencialmente com um segundo mastro, nos seguintes dias: Dia da Commonwealth (o segundo domingo de março), Dia de Vitória (último domingo antes do 25 de maio, em homenagem a rainha Vitória) e no aniversário do Estatuto de Westminster (11 de dezembro). A Bandeira Real da União também pode ser hasteada no Memorial Nacional da Guerra e em outros locais durante cerimônias que homenageiam o envolvimento canadense com forças de outros países da Commonwealth durante tempos de guerra. A bandeira nacional sempre tem precedência sobre a Bandeira Real da União, com a segunda ocupando um lugar de honra.
A Bandeira Real da União ainda faz parte das bandeiras provinciais de Ontário e Manitoba, ocupando o cantão de ambas, enquanto versões estilizadas também estão presentes nas bandeiras da Colúmbia Britânica e de Terra Nova e Labrador. Vários tenente-governadores provinciais costumavam usar uma versão modificada da bandeira do Reino Unido como seus estandartes pessoais, porém o tenente-governador da Nova Escócia é o único que ainda a mantém uma versão sem alterações no desenho de seu estandarte. A Bandeira Real da União e o Estandarte Vermelho ainda são hasteados por grupos de veteranos de guerra do Canadá e outros que continuam a salientar a importância da herança britânica e a conexão com a Commonwealth.
O Estandarte Vermelho também é usado ocasionalmente, incluindo durante algumas cerimônias oficiais. Foi hasteado em comemoração aos noventa anos da Batalha de Vimy em 2007. Esta decisão gerou algumas controvérsias e críticas daqueles que acreditavam que ele não deveria receber uma posição igual à bandeira atual, porém o gesto também foi elogiado pelas pessoas que acreditavam que era importante manter laços com o passado do país.

## Protocolo

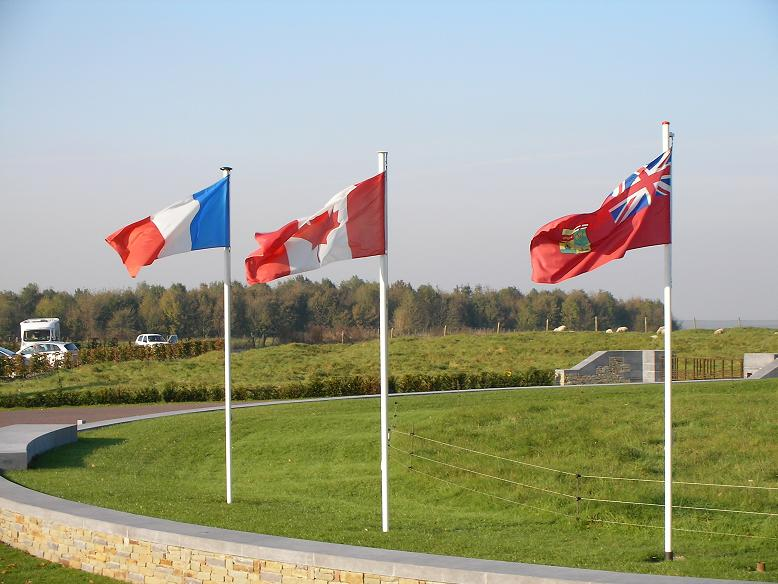
A bandeira do Canadá hasteada entre a bandeira da França (esquerda) e o Estandarte Vermelho (direita) no Memorial Nacional Canadense de Vimy.

Não existe uma lei ditando o uso adequado da bandeira. Entretanto, o Patrimônio Canadense já publicou uma série de orientações sobre como exibi-la corretamente sozinha e junto com outras. As diretrizes lidam com a ordem de precedência em que a Folha de Bordo é colocada, onde a bandeira pode ser usada, como ser usada e o que as pessoas podem fazer para honrá-la. A bandeira em si pode ser hasteada em qualquer dia em edifícios operados pelo Governo do Canadá, em aeroportos, bases militares e escritórios diplomáticos, além por cidadãos comuns, também em qualquer momento do dia. Ao exibir a bandeira ela deve ser hasteada em um mastro próprio e não deve estar em um nível inferior a outras bandeiras, com exceção, em ordem decrescente, do estandarte pessoal da rainha, o estandarte do governador-geral, quaisquer estandartes pessoais de membros da família real, ou bandeiras de tenente-governadores.
Quando hasteada horizontalmente, seja em um mastro ou em uma superfície, o desenho da folha de bordo sempre deve estar virado para cima. Caso a bandeira seja pendurada verticalmente, a folha de bordo tem que estar com a parte de cima apontada para a esquerda do observador. Caso a bandeira esteja exibida junto com outras duas, ela sempre deve estar no centro, com a bandeira de segunda maior posição à esquerda do ponto de vista do observador e a outra bandeira na direita. A Folha de Bordo também pode ser hasteada a meio-mastro para indicar um período de luto. As Forças Canadenses possuem um protocolo especial para dobrar a bandeira em apresentações, como durante uma cerimônia fúnebre; entretanto, não recomendam esse método para uso diário.

## Promoção

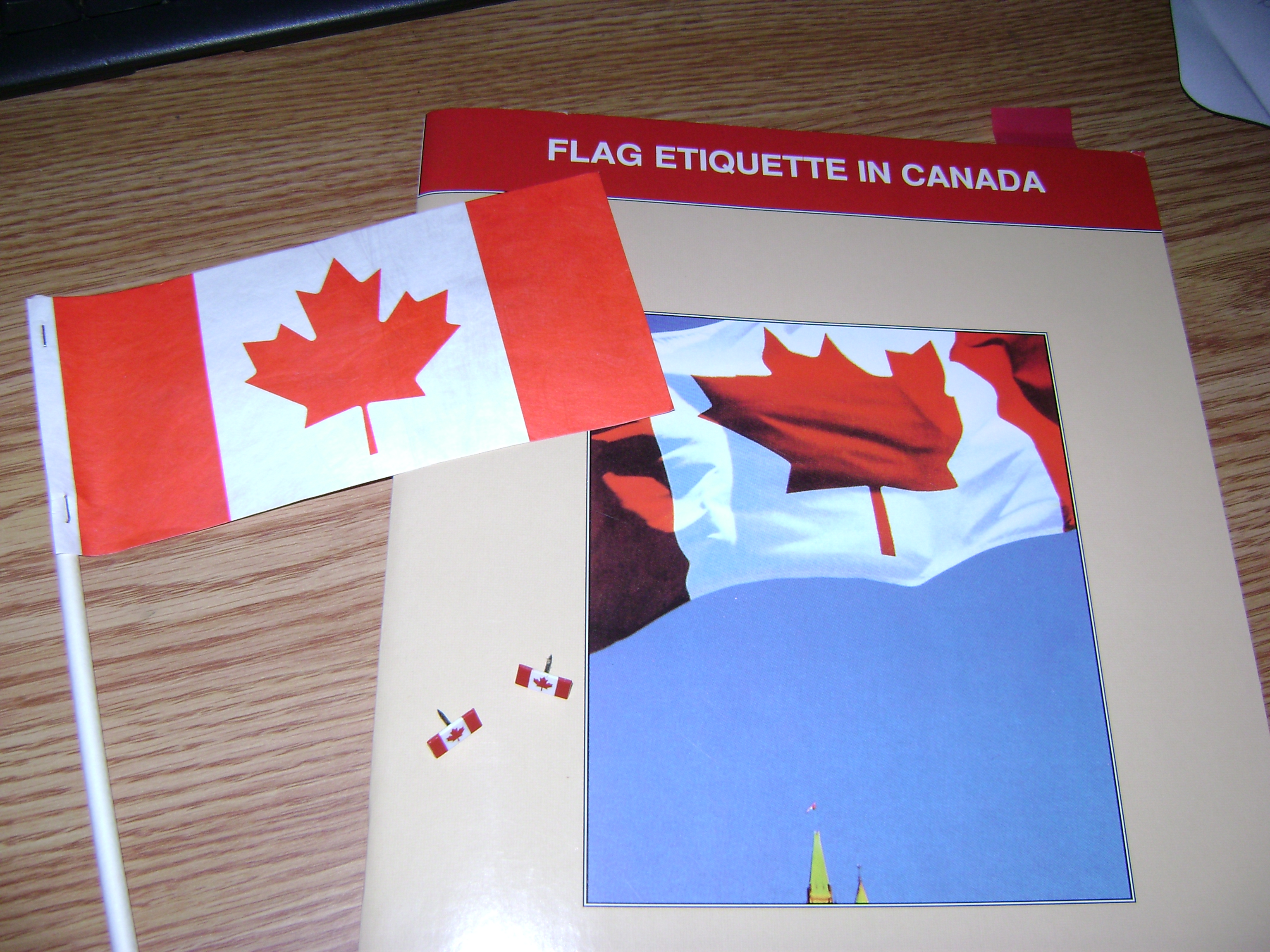
Amostra dos itens do Programa Parlamentar da Bandeira

O governo canadense já patrocinou programas de divulgação e promoção da bandeira. Exemplos incluem o Programa Parlamentar Canadense da Bandeira feito pelo Departamento do Patrimônio Canadense e também um programa realizado pelo Departamento de Obras Públicas e Serviços Governamentais. Estes aumentaram a exposição da bandeira e o conceito de que fazia parte da identidade nacional. Para aumentar a conscientização, o Programa Parlamentar da Bandeira foi estabelecido em 1972 pelo gabinete e iniciado no ano seguinte, permitindo que parlamentares membros da Câmara dos Comuns distribuíssem bandeiras e broches para seus eleitores. As bandeiras que são hasteadas na Torre da Paz do Centre Block, no East Block e no West Block da Colina do Parlamento são empacotadas pelo Departamento de Obras Públicas e oferecidas ao público de graça. Entretanto, o programa tem uma lista de espera de quase sessenta anos para a bandeira da Torre da Paz e 45 anos para as bandeiras do East e West Block (números de 31 de março de 2016).
O dia 15 de fevereiro tem sido comemorado desde 1996 como o Dia da Bandeira Nacional do Canadá. A então ministra do patrimônio canadense Sheila Copps instituiu no mesmo ano o Desafio Um em Um Milhão da Bandeira Nacional. Este programa tinha a intenção de providenciar aos canadenses um milhão de bandeiras em tempo para o Dia da Bandeira de 1997. O programa foi controverso porque supostamente custou 45 milhões de dólares dos cofres públicos e não proporcionou nenhum meio de hastear as bandeiras. O número oficial dado pelo governo foi que os gastos ficaram em aproximadamente quinze milhões e meio, com aproximadamente um sétimo dos custos tendo sido pagos com doações.

## Linha do tempo
| Bandeira de Giovanni Caboto e usada durante a colonização inglesa (1497–1707) | Bandeira usada durante a colonização escocesa (1621–1707) | Bandeira de Jacques Cartier (1534–1604)                                | Bandeira mercante usada por mercadores franceses (1604–1663) |
|                                                                               |                                                           |                                                                        |                                                              |
| Bandeira da Nova França (1663–1763)                                           | Bandeira da União (1707–1801)                             | Bandeira da União (1801–1965) e Bandeira Real da União (1965–presente) | Estandarte Vermelho não oficial (1870–1898)                  |
|                                                                               |                                                           |                                                                        |                                                              |
| Estandarte Vermelho (1868–1921)                                               | Estandarte Vermelho (1921–1957)                           | Estandarte Vermelho (1957–1965)                                        | Folha de Bordo (1965–presente)                               |